# Ku80
Ku80 — белок, закодированный у человека геном XRCC5. Вместе с белком Ku70 белок Ku80 образует гетеродимер, связывающийся с концами двунитевых разрывов в ДНК, и требуется для репарации ДНК путём негомологичного соединения концов (NHEJ). Также белок Ku требуется для V(D)J рекомбинации, которая использует путь NHEJ для создания разнообразия антиген-связывающих центров антител в иммунной системе млекопитающих.
Также Ku требуется для поддержания длины теломер и сайленсинга прителомерных генов.
Ku был впервые обнаружен у пациентов с системной красной волчанкой, у которых были выявлены высокие титры антител против этого белка.
Ku80 имеет несколько других названий:
- Ku аутоантиген, белок p80 волчанки
- субъединица 2 АТР-зависимой ДНК-хеликазы 2
- XRCC5 (англ. X-ray repair cross-complementing 5)

## Клиническое значение
Редкий микросателлитный полиморфизм данного гена связан с опухолями у пациентов с различной чувствительностью к радиоактивности.

## Взаимодействия
Показаны белок-белковые взаимодействия Ku80 с NCOA6, GCN5L2, Ku70, АТР-зависимой хеликазой синдрома Вернера, Тирозин-киназой 2, белком c-Abl в гомологичном киназе каталитическом участке ДНК-зависимой протеинкиназы, TERF2IP, обратной транскриптазой теломер, POU2F1 и белком PCNA.